# Dropropizina
Dropropizina é um fármaco utilizado contra a tosse.
É um agente antitussígeno ativo nos receptores periféricos e nos seus condutores aferentes envolvidos no reflexo da tosse. Não exerce sua ação antitussiva por mecanismo central. A dropropizina não produz broncoconstrição. Possui alguma atividade anti-histamínica, possivelmente útil em tosse associada com condição alérgica. Em doses elevadas produz efeito hipotensor por ação anti-adrenérgica.